# 聖十字架堂
天主教聖十字架堂（英語：Holy Cross Catholic Church）是香港一所天主教教堂，位於香港筲箕灣聖十字徑一號，於1914年9月14日光榮十字架慶節祝聖。舊神父大樓於2006年拆卸並重建為一座樓高八層的新堂區大樓，命名為聖十字架中心，並由湯漢主教於2010年9月12日祝聖。

## 牧職人員
- 主任司鐸：歐陽輝神父
- 助理主任司鐸： 孟一仁神父、李埈勳神父
- 執事：陳玉強執事、鄭德烈執事
- 牧職修女：高美蓮修女

## 堂區歷史

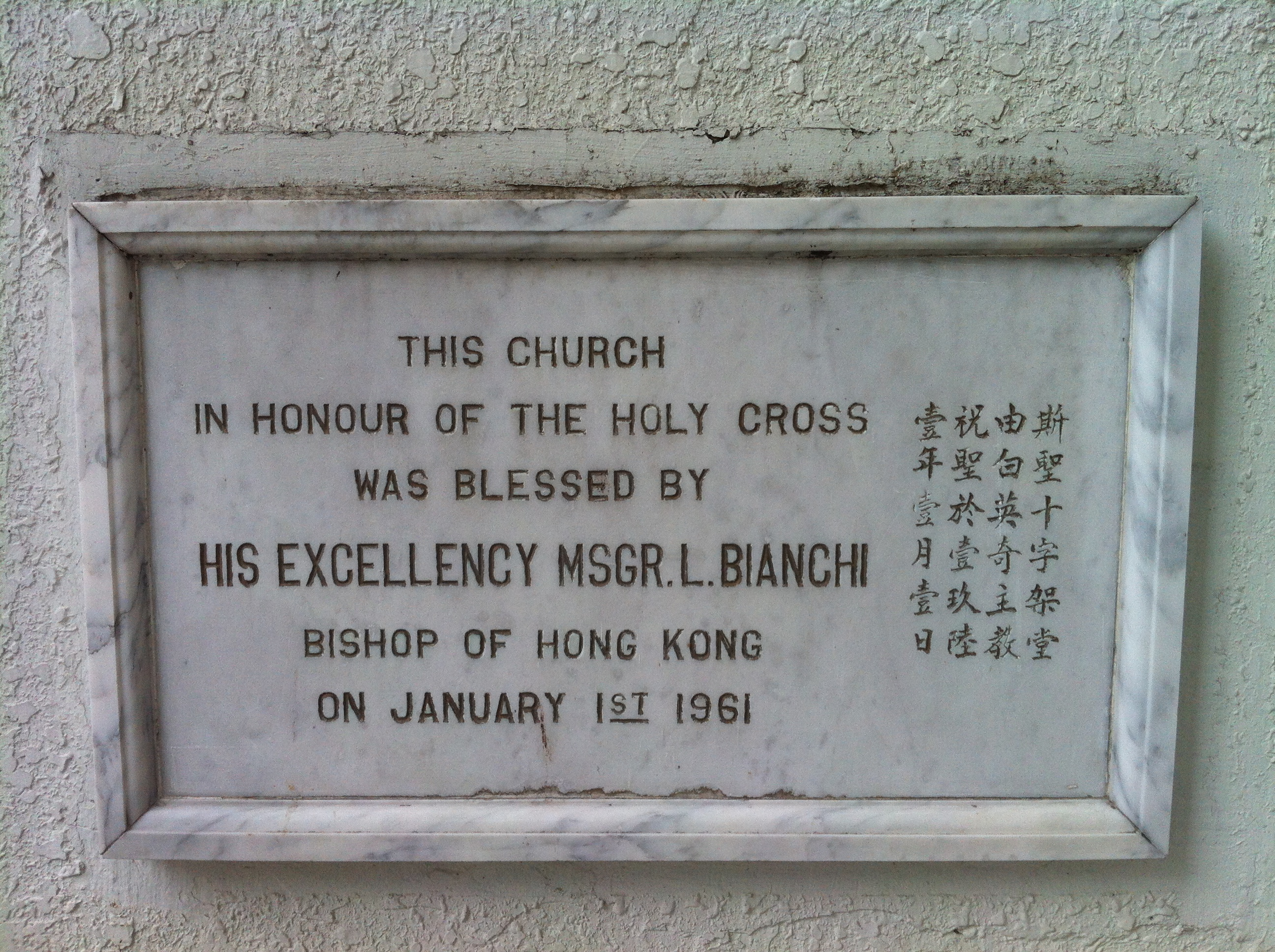
聖十字架堂石誌

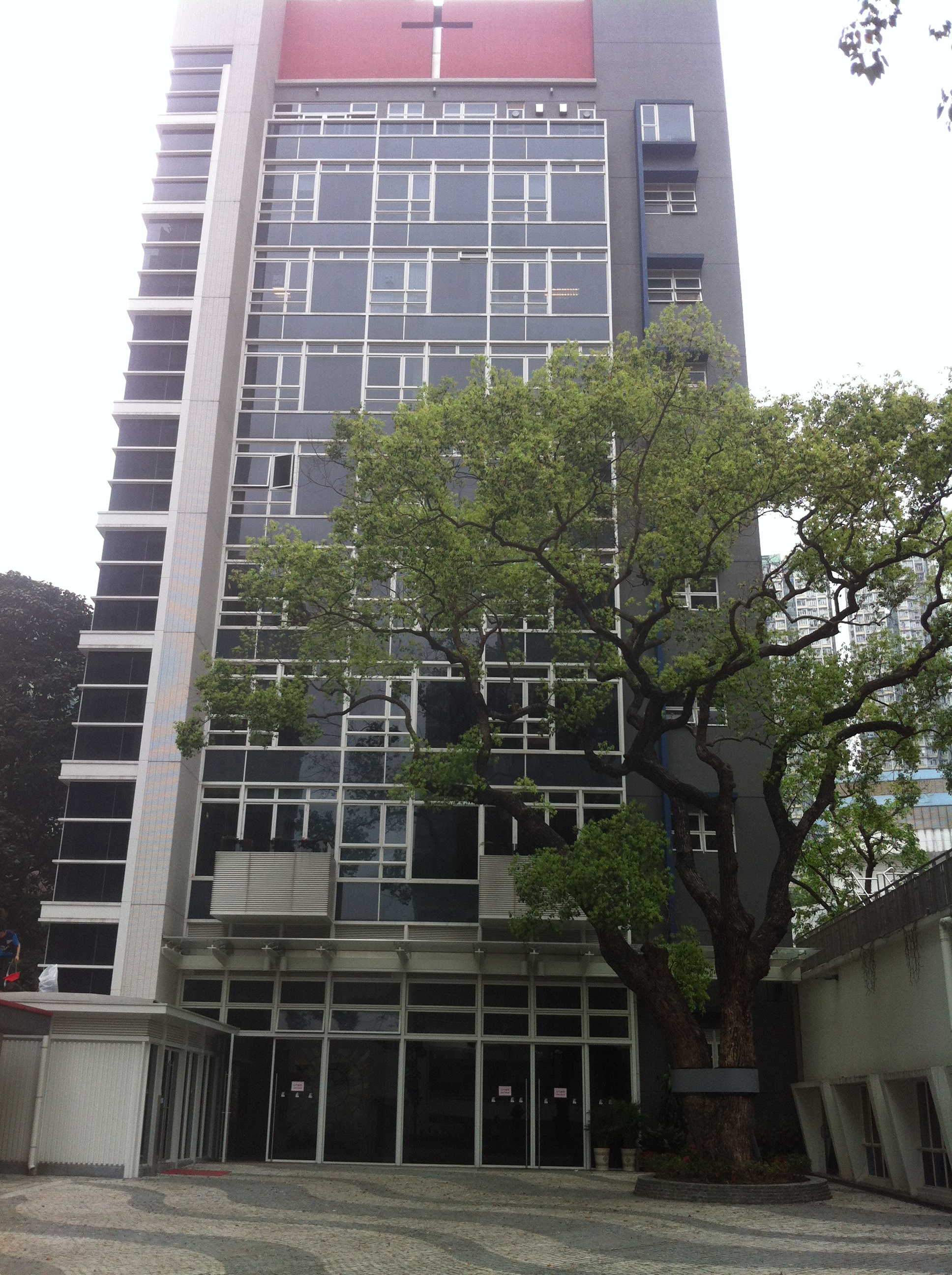
樓高八層的聖十字架中心

筲箕灣聖十字架堂於1914年9月14日光榮十字架慶節祝聖，並於1949年1月25日升格為正式堂區。
聖十字架堂建堂初期，所處區域尚未發展，人口稀少。後來，由於筲箕灣人口逐漸增加，教友人數亦相應遞增，聖堂地方不敷應用。於1960年，當時的主任司鐸余遠之神父得到熱心教友的支持及捐助下，將舊有的聖堂及聖母岩拆卸並重建成為今日的聖堂及聖母岩，新聖堂於1961年1月1日由白英奇主教祝聖。
為配合堂區整體發展，舊神父樓於2006年12月中旬開始拆卸，重建為一座樓高八層的新堂區大樓，新大樓整固工程於2009年6月中旬完成，隨即展開內部裝修工程，並命名為「聖十字架中心」。「聖十字架中心」於2010年農曆新春前入伙，由湯漢樞機於2010年9月12日「堂區主保瞻禮」日祝聖。2011年1月1日，堂區慶祝祝聖五十周年，由湯漢樞機主持特別彌撒。
堂區現時有多達60個善會、團體及信友聯會。

## 堂區服務範圍
聖十字架堂區現時服務範圍由筲箕灣至英皇道海景樓，堂區除聖十字架堂外亦包括以下彌撒中心：
太古城彌撒中心（英語：Tai Koo Shing Mass Centre），借用太古城金山閣地下德思齊加拿大國際學校內學校禮堂，主要是為太古城區內教友的牧民需要而設立。彌撒中心於1986年的光榮十字聖架慶節舉行了首台彌撒，由港島區主教代表梁祐忠神父主祭。
慈幼彌撒中心（英語：Salesian Mass Centre），位於柴灣道十六號慈幼學校。彌撒中心的前身是附設於筲箕灣慈幼學校內的小堂，由1979年至1996年期間名為聖母升天小堂；但隨著居住在筲箕灣東大街及明華大廈的教友喜歡到小堂參與感恩聖祭，在天主教香港教區及慈幼會的協商下，聖母升天小堂於1997年易名為慈幼彌撒中心，並附屬筲箕灣聖十字架堂區。

## 歷任主任司鐸

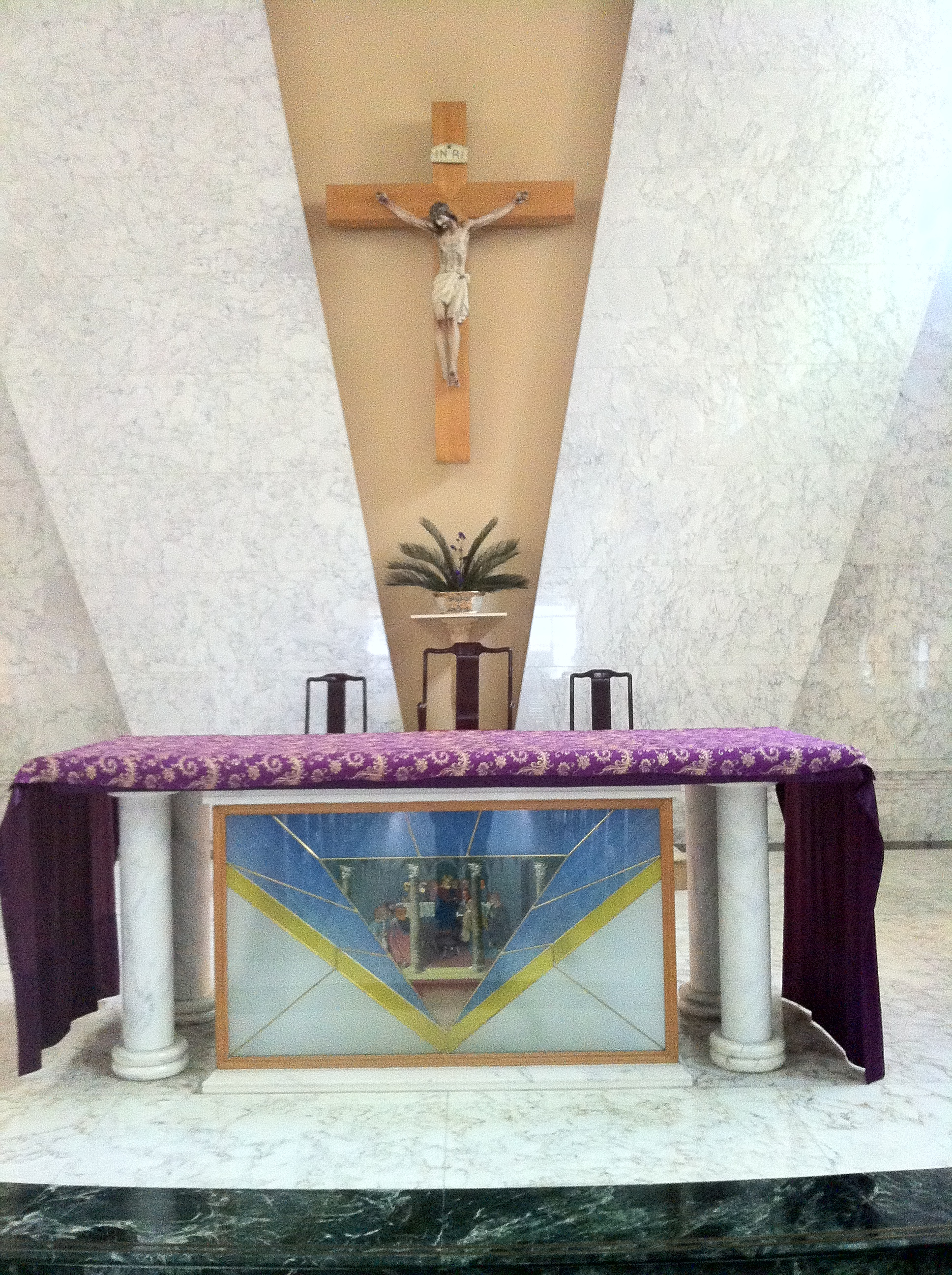
聖十字架堂祭台

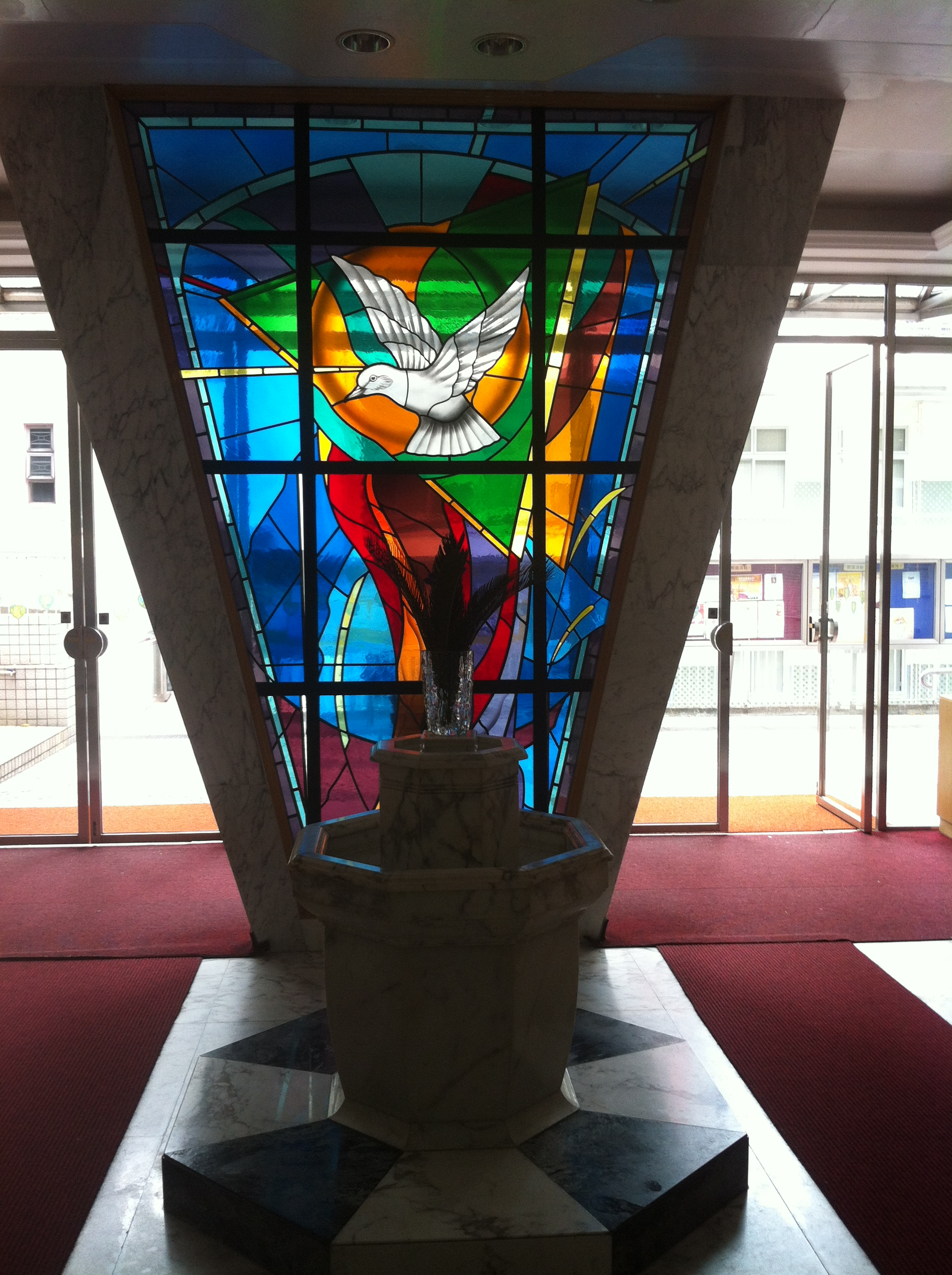
聖堂聖洗池

| 就職年份 | 卸任年份 | 名稱                                                | 備注                                                                                                |
| -------- | -------- | --------------------------------------------------- | --------------------------------------------------------------------------------------------------- |
| 1914年   | 1935年   | 盧鏡如神父（Rev. LU, Keung-Yi Paulus）              | 於1938年11月22日安息主懷                                                                            |
| 1935年   | 1941年   | 石抱璞神父（V.G. Rev. SHEK, Pau-Pok Felix Joannes） | 1935至1939年為代理主任司鐸 於1953年獲委任為副主教 香港教區第一位國籍副主教 於1962年12月31日安息主懷 |
| 1942年   | 1946年   | 巴達義神父（Rev. PAGE, Daniele PIME）               | 於1959年7月25日安息主懷                                                                             |
| 1946年   | 1947年   | 何達華神父（Rev. LIBERATORE, Ottavio PIME）         | 於1972年12月10日安息主懷                                                                            |
| 1947年   | 1953年   | 巴達義神父（Rev. PAGE, Daniele PIME）               | 於1959年7月25日安息主懷                                                                             |
| 1953年   | 1962年   | 余遠之神父（Rev. U, Uen-Chi Thomas）                | 於1987年2月15日安息主懷                                                                             |
| 1962年   | 1963年   | 陳伯良神父（Msgr. CHAN, Pak-Leung Leo）             | 於1963年獲委任為副主教 於1967年由教宗保祿六世授銜蒙席 於1980年7月7日安息主懷                        |
| 1963年   | 1971年   | 黃景賢神父（Rev. WONG, King-In John Baptist）       | 於1971年1月3日安息主懷                                                                              |
| 1971年   | 1977年   | 林志遠神父（Rev. LAM Chi Yuen John Baptist）        | 於2022年10月12日安息主懷                                                                            |
| 1978年   | 1981年   | 龍厚榮神父（Rev. NUMEROSO, Luciano PIME）           | 於1995年8月5日安息主懷                                                                              |
| 1981年   | 1986年   | 文耀龍神父（Rev. MAN Joseph）                       | 於2012年6月4日安息主懷                                                                              |
| 1986年   | 1994年   | 劉利賢神父（Rev. Joseph Lau）                       | 於2001年6月13日安息主懷                                                                             |
| 1994年   | 2004年   | 駱鏗祥神父（Rev. Ferdinand Lok）                    | 現已退休                                                                                            |
| 2004年   | 2009年   | 陳德雄神父（Rev. Philip Chan）                      | 現任善導之母堂主任司鐸                                                                              |
| 2009年   | 2012年   | 龍家禧神父（Rev. Michele Camastra, PIME）           | 現已回意大利巴里教區服務                                                                            |
| 2012年   | 2018年   | 劉德光神父（Rev. Francis Lau）                      | 於2025年4月10日安息主懷                                                                             |
| 2018年   | 2021年   | 梁達材神父（Rev. Peter Leung）                      | 現任大埔聖母無玷之心堂助理主任司鐸                                                                  |
| 2021年   | 2025年   | 廖雅倫神父（Rev. Joseph Liu）                       | 現任教區助理總務長                                                                                  |
| 2025年   | 現任     | 歐陽輝神父（Rev. Luigi Bonalumi, PIME）             | |

## 彌撒及禮儀時間

### 聖十字架堂
- 主日彌撒：08:00、09:30、11:00、18:30（粵語）、13:00（英語）
- 提前主日彌撒：星期六15:45、18:30（粵語）
- 平日彌撒：07:15（粵語）
- 特敬耶穌聖心彌撒（首瞻禮六）：每月首星期五20:00
- 煉靈彌撒：每月第三個星期五20:00
- 守聖時：每月第一個星期四20:00
- 泰澤祈禱會：每月第二個星期三20:00

### 太古城彌撒中心
- 主日彌撒：8:30、10:00、11:30 （粵語）

### 慈幼彌撒中心
（聖母升天小堂）
- 主日彌撒：09:00（粵語）

## 外部連結
- 聖十字架堂 （页面存档备份，存于）